# 上京路

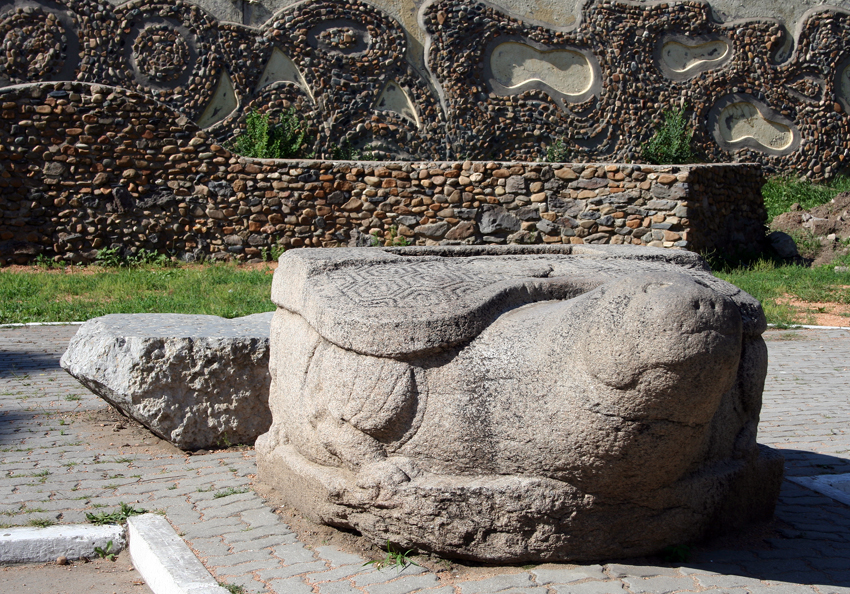
今俄羅斯乌苏里斯克市內的金代贔屭

上京路是金代在中國東北地區所置的一路。金熙宗天眷元年（1138年）置，治所在會寧府會寧縣（今黑龍江省哈爾濱市阿城區白城遺址）。
金初，因上京路會寧府為國都所在地，是金水（女真語呼為按出虎水）源頭，故稱金源，又稱“內地”、“國中”。海陵王遷都中都（今北京）後，於正隆二年（1157年）廢“上京”之號，改稱會寧府路。金世宗大定十三年（1173年）復稱上京路。其轄地東至黑龍江入海處的兀的改、吉里迷之地，北至蒲與路火魯火疃謀克（黑龍江以北），西至肇州，南至曷懶路與高麗相接。大致相當於今黑龍江省全境，吉林省長春市、吉林市、延邊州、白山市、松原市大部，朝鮮咸鏡北道、咸鏡南道、兩江道，俄羅斯外興安嶺以南一帶。大定二十九年（1189年），上京路領府一、州三、領節鎮（路）五、防禦一：
- 會寧府，治會寧縣（今哈爾濱市阿城區）。
- 肇州，治始興縣（今黑龍江省肇州縣）。
- 隆州，治利涉縣（今吉林省農安縣）。
- 信州，治武昌縣（在今長春市西）。
- 蒲與路（蒲峪路），治所在今黑龍江省克東縣金城鄉古城村。
- 胡里改路，治所在今黑龍江省依蘭縣。
- 恤品路，一作速頻路，治所在今俄羅斯烏蘇里斯克（雙城子）。
- 曷蘇館路，治寧州。明昌四年（1193年）廢。
- 合懶路（曷懶路），位於今天朝鮮咸鏡南道咸興市一帶。
- 烏古迪烈統軍司，後改為招討司。轄烏古、迪烈兩部落，在今內蒙古興安盟、呼倫貝爾市一帶。

金末，上京路為蒲鮮萬奴所據。元代至元年間，其地分屬遼陽行省的開元路與水達達路。

## 长官
金朝
关于金朝的上京留守兼本路兵马都总管、会宁尹，参见会宁府